# SN 2006cz
SN 2006cz – supernowa typu Ia odkryta 14 czerwca 2006 roku w galaktyce M-01-38-02. W momencie odkrycia miała maksymalną jasność 17,40m.